# گاه‌شماری بهائی
این روز شمار و گاه‌شمار با قدمتی کمتر از دویست سال، از جدیدترین گاه‌شمارهای رایج به‌شمار می‌رود. تقویم بدیع یا تقویم بهائی توسط سید علی محمد باب (مؤسس دیانت بابی) در کتاب بیان تدوین شده‌است و بعدها توسط بهاءالله مورد تأیید و به عنوان تقویم بهائی معرفی شد. دور بهائی از اظهار امر سید علی محمد باب (مؤسس دیانت بابی) در سال ۱۸۴۴ میلادی آغاز شده‌است. سال بهائی مانند سال خورشیدی ۳۶۵ روز است که از ۱۹ ماه ۱۹ روزه تشکیل شده‌است که جمعاً ۳۶۱ روز می‌شود و چهار روز باقی‌مانده که در سال‌های کبیسه پنج روز می‌گردد، به ایام هاء مشهور است.
تحویل سال و شروع سال در این تقویم مطابق با نوروز ایرانی است.

## ساختار تقویم
در این گاه‌شمار، سال به ۱۹ ماه با اسم‌های خاص تقسیم شده‌است؛ که هر ماه دارای ۱۹ روز است.
در این گاه‌شمار، سال از ۳۶۱ روز تشکیل می‌شود و از آنجایی‌که سالِ بَیانی با سال شمسی تطابق دارد، کسریِ آن در سال‌های عادی ۴ و در سال‌های کبیسه ۵ روز به نام [ایّام هاء] به آن اضافه می‌شود و پیش از آخرین ماهِ سال، یعنی بین ماه ۱۸ و ۱۹ قرار دارد.
هر ۱۰۰ سال یک قرن بدیع نامیده می‌شود.

## اسامی ماه‌ها و ایام هفته
ایام هفته در این گاه‌شمار مانند دیگر گاهشمارها داری هفت روز و هریک به نام‌های ویژه است.
| زبان/روز | شنبه             | یکشنبه        | دوشنبه             | سه شنبه                                     | چهارشنبه    | پنج شنبه | جمعه         |
| عربی     | جلال             | جمال          | کمال               | افضال                                       | عدل         | استجلال  | استقلال      |
| انگلیسی  | Glory            | Beauty        | Perfection         | Grace                                       | Justice     | Majesty  | Independence |
| پارسی    | بزرگی (بزرگواری) | زیبائی (خوبی) | رسیدن (رسیدن میوه) | نیکوئی وبخشش کردن (برتری داشتن، افزون کردن) | داد (میانه) | شکوه     | آزادی داشتن  |
| -------- | ---------------- | ------------- | ------------------ | ------------------------------------------- | ----------- | -------- | ------------ |

اسامی ماه‌های تقویم برگرفته از دعای سحر ماه مبارک رمضان است.
| ۱   | شهرالبهاء  |
| ۲   | شهرالجلال  |
| ۳   | شهرالجمال  |
| ۴   | شهرالعظمة  |
| ۵   | شهرالنور   |
| ۶   | شهرالرحمة  |
| --- | ---------- |
| ۷   | شهرالکلمات |
| ۸   | شهرالکمال  |
| ۹   | شهرالاسماء |
| ۱۰  | شهرالعزة   |
| ۱۱  | شهرالمشیة  |
| ۱۲  | شهرالعلم   |
| ۱۳  | شهرالقدرة  |
| ۱۴  | شهرالقول   |
| ۱۵  | شهرالمسایل |
| ۱۶  | شهرالشرف   |
| ۱۷  | شهرالسلطان |
| ۱۸  | شهرالملک   |
| --- | ایام هاء   |
| ۱۹  | شهرالعلاء  |

## ایام هاء
در هر سال ۴ روز و در سال‌های کبیسه ۵ روز باقی می‌ماند که به ایام هاء در دین بهائی نام‌گذاری شده‌است. این ایام دقیقاً قبل از شهرالعلاء (ماهی که در آن بهائیان روزه می‌گیرند) قرار گرفته‌است و به نوعی تأکیدی بر اهمیت ماه روزه در این دین می‌باشد.

## تغییر گاهشماری بهائی توسط بیت العدل در سال ۱۳۹۴
از آنجایی‌که برخی از ایام تعطیل و مخصوص تقویم بهایی بر اساس تقویم قمری تعیین گردیده بود، به ویژه روز تولد باب و بهاءالله که در روز اول و دوم ماه محرم قرار داشت. بیت العدل در نامه مورخه ۱۰ ژوئیه ۲۰۱۴ (میلادی)، توضیحی دربارهٔ استفاده بهائیان از تقویم و تعطیلات بهایی اعلام کرد. بیت العدل تاریخ بعضی روزهای تاریخی بهائی مانند تولد بهاءالله و باب را در تقویم جدید تغییر داد و از بهائیان خواست که از سال ۱۳۹۴ معادل سال ۱۷۲ بهائی به تقویم جدید عمل کنند (پیام بیت العدل، مورخه ۱۰ ژوئیه ۲۰۱۴). شوقی افندی در نوشته‌ای به این عدم تطابق روزها اشاره کرده و از شمسی شدن تمام روزها در آینده خبر داده بود ولی جزئیات آن را مطرح نکرد.

## ایام محرمه
| عنوان                                     | تاریخ بهائی   | تاریخ میلادی | تعطیلی کسب و کار |
| ----------------------------------------- | ------------- | ------------ | ---------------- |
| عید صیام و نوروز                          | ۱ شهر البهاء  | ۲۱ مارس      | بلی              |
| اولین روز عید رضوان و آغاز سال جدید بهائی | ۱۳ شهر الجلال | ۲۱ آوریل     | بلی              |
| نهمین روز عید رضوان                       | ۲ شهر الجمال  | ۲۹ آوریل     | بلی              |
| دوازدهمین روز عید رضوان                   | ۵ شهر الجمال  | ۲ می         | بلی              |
| اظهار امر باب                             | ۷ شهر العظمة  | ۲۳ می        | بلی              |
| وفات بهاءالله                             | ۱۳ شهر العظمة | ۲۹ می        | بلی              |
| تیرباران باب                              | ۱۷ شهر الرحمة | ۹ ژوئیه      | بلی              |
| میلاد باب                                 | ۵ شهر العلم   | ۲۰ اکتبر     | بلی              |
| میلاد بهاءالله                            | ۹ شهر القدرة  | ۱۲ نوامبر    | بلی              |
| روز میثاق                                 | ۴ شهر القول   | ۲۶ نوامبر    | خیر              |
| صعود عبدالبهاء                            | ۶ شهر القول   | ۲۸ نوامبر    | خیر              |

در هر سال بهائی ۹ روز به نام ایام محرمه وجود دارد که در آن روزها بهائیان کار اداری، مالی و تجاری را تعطیل می‌کنند. این روزها در حقیقت سالروز وقایعی مربوط به شخصیت‌های بارز این دین است و به قرار زیر می‌باشند:
1. عید صیام و نوروز، پایان ماه روزه بهائیان و سال نو خورشیدی (مطابق اول فروردین، ۲۱ مارس)
2. روز نخست عید رضوان، روز اظهار امر علنی بهاءالله و آغاز سال جدید بهائی (مطابق با اول اردیبهشت، ۲۱ آوریل)
3. روز نهم عید رضوان، (مطابق با ۹ اردیبهشت، ۲۹ آوریل سال ۱۸۶۳)
4. روز دوازدهم عید رضوان، (مطابق با ۱۲ اردیبهشت، ۲ مه)
5. روز بعثت باب، (مطابق با ۲ خرداد، ۲۳ مه سال۱۸۴۴)
6. روز وفات بهاءالله، (مطابق با ۸ خرداد، ۲۹ مه)
7. روز تیرباران باب، (مطابق ۲۸ شعبان)
8. روز ولادت باب، (مطابق با اول محرم۱۸۱۹)
9. روز ولادت بهاءالله، (مطابق با دوم محرم۱۸۱۷)